# دان غرين
دان غرين (بالإنجليزية: Dan Green)‏ هو رافع أثقال ‏ أمريكي، ولد في 1 ديسمبر 1982.